# 世田谷地域
世田谷地域（せたがやちいき）は、は、東京都世田谷区東部の地域。区内を分割する5つのエリアのうちの1つ。世田谷総合支所の管内にあたる。

## 池尻地区
池尻地区（いけじりちく）は、東京都世田谷区世田谷地域の地区である。池尻まちづくりセンターの管内にあたる。
| 町名       | 町名の読み | 町区域新設年月日 | 住居表示実施年月日 | 住居表示実施前の町名等                     | 備考                |
| ---------- | ---------- | ---------------- | ------------------ | ------------------------------------------ | ------------------- |
| 池尻一丁目 | いけじり   | 1965年9月15日    | 1965年9月15日      | 池尻町、下馬町1の各一部                    |                     |
| 池尻二丁目 | いけじり   | 1965年9月15日    | 1965年9月15日      | 池尻町の一部                               |                     |
| 池尻三丁目 | いけじり   | 1965年9月15日    | 1965年9月15日      | 池尻町の一部                               |                     |
| 池尻四丁目 | いけじり   | 1971年9月1日     | 1971年9月1日       | 池尻町、三宿町、下代田町の各全部           | 1〜32番街区に限る。 |
| 三宿一丁目 | みしゅく   | 1965年9月15日    | 1965年9月15日      | 三宿町、池尻町、太子堂町の各一部           |                     |
| 三宿二丁目 | みしゅく   | 1965年9月15日    | 1965年9月15日      | 三宿町、池尻町、太子堂町、下代田町の各一部 |                     |

## 太子堂地区
太子堂地区（たいしどうちく）は、東京都世田谷区世田谷地域の地区である。太子堂まちづくりセンターの管内にあたる。
| 町名           | 町名の読み     | 町区域新設年月日 | 住居表示実施年月日 | 住居表示実施前の町名等                                | 備考 |
| -------------- | -------------- | ---------------- | ------------------ | ----------------------------------------------------- | ---- |
| 太子堂一丁目   | たいしどう     | 1965年9月15日    | 1965年9月15日      | 太子堂町、池尻町、三宿町、三軒茶屋町、下馬町1の各一部 |      |
| 太子堂二丁目   | たいしどう     | 1965年9月15日    | 1965年9月15日      | 太子堂町の一部                                        |      |
| 太子堂三丁目   | たいしどう     | 1965年9月15日    | 1965年9月15日      | 太子堂町、三宿町の各一部                              |      |
| 太子堂四丁目   | たいしどう     | 1965年9月15日    | 1965年9月15日      | 太子堂町の一部                                        |      |
| 太子堂五丁目   | たいしどう     | 1965年9月15日    | 1965年9月15日      | 太子堂町の一部                                        |      |
| 三軒茶屋一丁目 | さんげんぢゃや | 1968年7月15日    | 1968年7月15日      | 太子堂町の全部と三軒茶屋町、下馬町1、上馬町1の各一部  |      |

## 若林地区
若林地区（わかばやしちく）は、東京都世田谷区世田谷地域の地区である。若林まちづくりセンターの管内にあたる。
| 町名           | 町名の読み     | 町区域新設年月日 | 住居表示実施年月日 | 住居表示実施前の町名等   | 備考 |  |
| -------------- | -------------- | ---------------- | ------------------ | ------------------------ | ---- |  |
| 三軒茶屋二丁目 | さんげんぢゃや | 1968年7月15日    | 1968年7月15日      | 三軒茶屋町の一部         |      |  |
| 若林一丁目     | わかばやし     | 1966年11月15日   | 1966年11月15日     | 若林町の一部             |      |  |
| 若林二丁目     | わかばやし     | 1966年11月15日   | 1966年11月15日     | 若林町、太子堂町の各一部 |      |  |
| 若林三丁目     | わかばやし     | 1966年11月15日   | 1966年11月15日     | 若林町、世田谷1の各一部  |      |  |
| 若林四丁目     | わかばやし     | 1966年11月15日   | 1966年11月15日     | 若林町、世田谷1の各一部  |      |  |
| 若林五丁目     | わかばやし     | 1968年7月15日    | 1968年7月15日      | 若林町の一部             |      |  |

## 上町地区
上町地区（かみまちちく）は、東京都世田谷区世田谷地域の地区である。上町まちづくりセンターの管内にあたる。
| 町名         | 町名の読み | 町区域新設年月日 | 住居表示実施年月日 | 住居表示実施前の町名等                                  | 備考 |
| ------------ | ---------- | ---------------- | ------------------ | ------------------------------------------------------- | ---- |
| 世田谷一丁目 | せたがや   | 1966年2月15日    | 1966年2月15日      | 世田谷1、弦巻町1、弦巻町2の各一部                       |      |
| 世田谷二丁目 | せたがや   | 1966年2月15日    | 1966年2月15日      | 世田谷1、世田谷4、弦巻町2の各一部                       |      |
| 世田谷三丁目 | せたがや   | 1966年2月15日    | 1966年2月15日      | 世田谷1の一部                                           |      |
| 世田谷四丁目 | せたがや   | 1966年2月15日    | 1966年2月15日      | 世田谷1、若林町の各一部                                 |      |
| 桜一丁目     | さくら     | 1966年2月15日    | 1966年2月15日      | 世田谷4、世田谷3の各一部                                |      |
| 桜二丁目     | さくら     | 1966年2月15日    | 1966年2月15日      | 世田谷4の一部                                           |      |
| 桜三丁目     | さくら     | 1966年2月15日    | 1966年2月15日      | 世田谷4、世田谷1の各一部                                |      |
| 弦巻一丁目   | つるまき   | 1966年10月1日    | 1966年10月1日      | 弦巻町1、弦巻町2、上馬町2の各一部                       |      |
| 弦巻二丁目   | つるまき   | 1966年10月1日    | 1966年10月1日      | 弦巻町1、弦巻町2、上馬町3の各一部                       |      |
| 弦巻三丁目   | つるまき   | 1966年10月1日    | 1966年10月1日      | 弦巻町2、弦巻町3の各一部                                |      |
| 弦巻四丁目   | つるまき   | 1966年10月1日    | 1966年10月1日      | 弦巻町2、弦巻町3の各一部                                |      |
| 弦巻五丁目   | つるまき   | 1966年10月1日    | 1966年10月1日      | 世田谷4の全部と弦巻町2、弦巻町3、世田谷1、新町3の各一部 |      |

## 経堂地区
経堂地区（きょうどうちく）は、東京都世田谷区世田谷地域の地区である。経堂まちづくりセンターの管内にあたる。
| 町名       | 町名の読み   | 町区域新設年月日 | 住居表示実施年月日 | 住居表示実施前の町名等              | 備考 |
| ---------- | ------------ | ---------------- | ------------------ | ----------------------------------- | ---- |
| 宮坂一丁目 | みやさか     | 1966年2月15日    | 1966年2月15日      | 世田谷3の一部                       |      |
| 宮坂二丁目 | みやさか     | 1966年2月15日    | 1966年2月15日      | 世田谷3の一部                       |      |
| 宮坂三丁目 | みやさか     | 1966年2月15日    | 1966年2月15日      | 世田谷3、赤堤町1、上北沢町1の各一部 |      |
| 桜丘一丁目 | さくらがおか | 1966年2月15日    | 1966年2月15日      | 世田谷5、世田谷4の各一部            |      |
| 桜丘二丁目 | さくらがおか | 1966年2月15日    | 1966年2月15日      | 世田谷5、経堂町の各一部             |      |
| 桜丘三丁目 | さくらがおか | 1966年2月15日    | 1966年2月15日      | 世田谷5の一部                       |      |
| 桜丘四丁目 | さくらがおか | 1966年2月15日    | 1966年2月15日      | 世田谷5、砧町の各一部               |      |
| 桜丘四丁目 | さくらがおか | 1966年2月15日    | 1967年6月1日       | 世田谷5の一部                       |      |
| 桜丘五丁目 | さくらがおか | 1968年3月15日    | 1968年3月15日      | 世田谷5、船橋町、砧町の各一部       |      |
| 経堂一丁目 | きょうどう   | 1967年6月1日     | 1967年6月1日       | 経堂町、世田谷3の各一部             |      |
| 経堂二丁目 | きょうどう   | 1967年6月1日     | 1967年6月1日       | 経堂町、世田谷3の各一部             |      |
| 経堂三丁目 | きょうどう   | 1967年6月1日     | 1967年6月1日       | 経堂町の一部                        |      |
| 経堂四丁目 | きょうどう   | 1967年6月1日     | 1967年6月1日       | 経堂町、世田谷5の各一部             |      |
| 経堂五丁目 | きょうどう   | 1967年6月1日     | 1967年6月1日       | 経堂町、世田谷3の各一部             |      |

## 下馬地区
下馬地区（しもうまちく）は、東京都世田谷区世田谷地域の地区である。下馬まちづくりセンターの管内にあたる。
| 町名       | 町名の読み | 町区域新設年月日 | 住居表示実施年月日 | 住居表示実施前の町名等                               | 備考 |
| ---------- | ---------- | ---------------- | ------------------ | ---------------------------------------------------- | ---- |
| 下馬一丁目 | しもうま   | 1968年7月15日    | 1968年7月15日      | 下馬町1の一部                                        |      |
| 下馬二丁目 | しもうま   | 1968年7月15日    | 1968年7月15日      | 下馬町1、池尻町、三宿町、三軒茶屋町、上馬町1の各一部 |      |
| 下馬三丁目 | しもうま   | 1968年7月15日    | 1968年7月15日      | 下馬町3、上馬町1の各一部                             |      |
| 下馬四丁目 | しもうま   | 1968年7月15日    | 1968年7月15日      | 下馬町3の一部                                        |      |
| 下馬五丁目 | しもうま   | 1968年7月15日    | 1968年7月15日      | 下馬町2、下馬町3の各一部                             |      |
| 下馬六丁目 | しもうま   | 1968年7月15日    | 1968年7月15日      | 下馬町2、下馬町3の各一部                             |      |
| 野沢一丁目 | のざわ     | 1967年2月1日     | 1967年2月1日       | 野沢町1、上馬町1の各一部                             |      |
| 野沢二丁目 | のざわ     | 1967年2月1日     | 1967年2月1日       | 野沢町1、野沢町2、下馬町3の各一部                    |      |
| 野沢三丁目 | のざわ     | 1967年2月1日     | 1967年2月1日       | 野沢町2の一部                                        |      |
| 野沢四丁目 | のざわ     | 1967年2月1日     | 1967年2月1日       | 野沢町1の一部                                        |      |

## 上馬地区
上馬地区（かみうまちく）は、東京都世田谷区世田谷地域の地区である。上馬まちづくりセンターの管内にあたる。
| 町名       | 町名の読み | 町区域新設年月日 | 住居表示実施年月日 | 住居表示実施前の町名等                  | 備考 |
| ---------- | ---------- | ---------------- | ------------------ | --------------------------------------- | ---- |
| 上馬一丁目 | かみうま   | 1967年2月1日     | 1967年2月1日       | 上馬町1の一部                           |      |
| 上馬二丁目 | かみうま   | 1967年2月1日     | 1967年2月1日       | 上馬町1の一部                           |      |
| 上馬三丁目 | かみうま   | 1967年2月1日     | 1967年2月1日       | 上馬町1の一部                           |      |
| 上馬四丁目 | かみうま   | 1967年2月1日     | 1967年2月1日       | 上馬町1、上馬町2の各一部                |      |
| 上馬五丁目 | かみうま   | 1967年2月1日     | 1967年2月1日       | 上馬町2、世田谷1の各一部                |      |
| 駒沢一丁目 | こまざわ   | 1967年7月1日     | 1967年7月1日       | 上馬町3、深沢町1、新町1の各一部         |      |
| 駒沢二丁目 | こまざわ   | 1967年7月1日     | 1967年7月1日       | 上馬町2の全部と上馬町1、上馬町3の各一部 |      |

## 交通
- 東急電鉄
  - 田園都市線：三軒茶屋駅 - 駒沢大学駅
  - 世田谷線：上町駅 - 世田谷駅 - 松陰神社前駅 - 若林駅 - 西太子堂駅 - 三軒茶屋駅
- 小田急電鉄
  - 小田原線：経堂駅